# Soul2Soul II Tour
Soul2Soul II Tour – druga amerykańska trasa koncertowa małżeństwa muzyki country, Tima McGrawa i Faith Hill, która odbyła się na przełomie 2006 i 2007 r; obejmowała 118 koncertów. W 2006 muzycy dali 72 koncerty w USA. W 2007 muzycy dali 36 koncertów w USA i 10 w Kanadzie.

## Show

### Scena
W centrum areny znajdowały się okrągłe platformy, otoczone większym kręgiem pod nim; na tych platformach grał zespół. Wykonawcy mogli pojawiać się lub znikać na tych platformach. We wszystkich czterech kierunkach z tych platform wychodziły długie, szerokie pomosty, w które były wbudowane ekrany wideo, a także prowadziły do fanów.

### Koncert
Koncert trwał od dwóch i pół do dwóch i trzech czwartych godziny. Najpierw swój repertuar wykonywała Faith Hill, a po niej śpiewał Tim McGraw. Koncert otwierał utwór „Like Never Loved at All”, podczas którego artyści śpiewali odwróceni tyłem do siebie po przeciwnych końcach sceny. Utwory „Angry All the Time” i „Let's Make Love” artyści wykonywali będąc blisko siebie. W repertuarze Tima i Faith znalazł się także cover Boba Marleya „No Woman, No Cry”. Koncerty kończył utwór „I Need You”, w czasie którego artyści śpiewali zwróceni twarzami do siebie.

## Program koncertów

### 2006
Hill/McGraw
1. „Like We Never Loved At All"

Hill
1. „Missippi Girl”
2. „The Way You Love Me”
3. „Sunshine and Summertime”
4. „Fireflies”
5. „This Kiss”
6. „Let Me Let Go”
7. „Let's Make Love” (z Timem McGraw)
8. „Stealing Kisses” (grane tylko na niektórych koncertach)
9. „Bridge Over Troubled Water (cover Simona i Garfunkela) (grane tylko na niektórych koncertach)
10. „The Lucky One”
11. „Cry”
12. „There Will a Come Day”
13. „Breathe"

Hill/McGraw
1. „Angry All The Time"

McGraw
1. „Real Good Man”
2. „Where the Green Grass Shows”
3. „Just to See You Smile”
4. „Don’t Take That Girl”
5. „My Little Girl”
6. „Something Like That”
7. „Shotgun Rider” (z Faith Hill)
8. „When The Stars Go Blue”
9. „Live Like Were You Dying”
10. „Unbroken”
11. „The Cowboy In Me”
12. „I've Got Friends That Do” (grane tylko na niektórych koncertach)
13. „Last Dollar (Fly Away)” (grane tylko na niektórych koncertach)
14. „I Like It, I Love It” (grane tylko na niektórych koncertach)

Hill/McGraw
1. „It's Your Love”
2. „No Woman, No Cry” (cover Boba Marleya)

Bis:
1. „I Need You"

### 2007
Hill/McGraw
1. „Chasing Cars"

Hill
1. „Wild One”
2. „The Lucky One”
3. „The Secret of Life”
4. „Cry”
5. „Sunshine and Summertime”
6. „This Kiss
7. „Stronger”
8. „It's Your Love (z Timem McGraw)
9. „Lost”
10. „Red Umbrella”
11. „The Way You Love Me”
12. „The Winner Takes It All”
13. „Breathe”
14. „Piece of my Heart”
15. „Mississippi Girl"

Hill/McGraw
1. „Angry All The Time”
2. „Like We Never Loved At All"

McGraw
1. „The Joker”
2. „Last Dollar (Fly Away)”
3. „Something Like That”
4. „When The Stars Go Blue”
5. „Everywhere”
6. „For a Little White”
7. „She’s My Kind of Rain”
8. „Live Like You Were Dying”
9. „Suspicions”
10. „Real Good Man” (grane tylko na niektórych koncertach)
11. „The Ride” (grane tylko na niektórych koncertach)
12. „The Cowboy In Me”
13. „Between the River and Me”
14. „Indian Outlaw”
15. „If You're Reading This"

Hill/McGraw
1. „Shotgun Rider”
2. „It’s Only Love"

Bis:
1. „I Need You"

## Dodatkowe informacje
- 23 czerwca 2006 r. w Madison Square Garden gościnnie z McGrawem wystąpił Tony Bennett, wykonując klasyk Hanka Williamsa „Cold, Cold Heart"

- Na ostatnim koncercie trasy McGraw wykonał kilka coverów swoich ulubionych artystów: „Breakdown” Toma Petty’ego, „Mama Tried” Merle’a Haggarda i „ You Look So Good In Love” George’a Straita.

- Na niektórych koncertach w 2007 r. Hill występował w duecie z piosenkarką Angie Aparo, wykonując jej przebój „Cry”. Piosenka została napisana przez Aparo w 1999 i znalazła się na albumie „American”.

## Muzycy

### Hill
- Gitary: Pat Buchanan, Derry Hemingson i Jerry McPherson
- Gitara basowa: Paul Bushnell
- Gitara akustyczna: Faith Hill i Bob Minner
- Keyboardy: Jimmy Nichols
- Perkusja: Paul Liem
- Chórki: Crystal Taliefero, Perry Coleman i Wendy Moten

### McGraw
- Gitara: Derry Hemingson i Darran Smith
- Gitara akustyczna/Gitara rezonatorowa: Bob Minner
- Gitara basowa: John Marcus
- Keyboardy: Jeff McMahon
- Perkusja: David Dunkley i Billy Mason

## Lista koncertów

### Soul2Soul II
1. 21 kwietnia 2006 – Columbus, Ohio, USA – Nationwide Arena
2. 22 kwietnia 2006 – Columbus, Ohio, USA – Nationwide Arena
3. 28 kwietnia 2006 – Rosemont, Illinois, USA – Allstate Arena
4. 29 kwietnia 2006 – Rosemont, Illinois, USA – Allstate Arena
5. 30 kwietnia 2006 – Rosemont, Illinois, USA – Allstate Arena
6. 5 maja 2006 – Auburn Hills, Michigan, USA – The Palace of Auburn Hills
7. 6 maja 2006 – Auburn Hills, Michigan, USA – The Palace of Auburn Hills
8. 7 maja 2006 – Grand Rapids, Michigan, USA – Van Andel Arena
9. 12 maja 2006 – Buffalo, Nowy Jork – HSBC Arena
10. 13 maja 2006 – Pittsburgh, Pensylwania, USA – Mellon Arena
11. 14 maja 2006 – Lexington, Kentucky, USA – Rupp Arena
12. 18 maja 2006 – Madison, Wisconsin, USA – Kohl Center
13. 19 maja 2006 – Saint Paul, Minnesota, USA – Xcel Energy Center
14. 20 maja 2006 – St. Paul, Minnesota, USA – Xcel Energy Center
15. 26 maja 2006 – Birmingham, Alabama, USA – BJCC Arena
16. 27 maja 2006 – Greenville, Karolina Południowa, USA – BI-LO Center
17. 28 maja 2006 – Jacksonville, Floryda, USA – Jacksonville Veterans Memorial Arena
18. 29 maja 2006 – Jacksonville, Floryda, USA – Jacksonville Veterans Memorial Arena
19. 2 czerwca 2006 – Tampa, Floryda, USA – St. Pete Times Forum
20. 3 czerwca 2006 – Orlando, Floryda, USA – TD Waterhouse Centre
21. 4 czerwca 2006 – Sunrise, Floryda, USA – BankAtlantic Center
22. 6 czerwca 2006 – Charleston, Karolina Południowa, USA – North Charleston Coliseum
23. 7 czerwca 2006 – Richmond, Wirginia, USA – Richmond Coliseum
24. 9 czerwca 2006 – Raleigh, Karolina Północna, USA – RBC Center
25. 10 czerwca 2006 – Charlotte, Karolina Północna, USA – Charlotte Bobcats Arena
26. 12 czerwca 2006 – Rochester, Nowy Jork, USA – Blue Cross Arena at the War Memorial
27. 13 czerwca 2006 – Albany, Nowy Jork, USA – Times Union Center
28. 15 czerwca 2006 – Filadelfia, Pensylwania, USA – Wachovia Center
29. 16 czerwca 2006 – Filadelfia, Pensylwania, USA – Wachovia Center
30. 17 czerwca 2006 – Hershey, Pensylwania, USA – GIANT Center
31. 18 czerwca 2006 – Hershey, Pensylwania, USA – GIANT Center
32. 21 czerwca 2006 – University Park, Pensylwania, USA – Bryce Jordan Center
33. 23 czerwca 2006 – Nowy Jork, Nowy Jork, USA – Madison Square Garden
34. 24 czerwca 2006 – Nowy Jork, Nowy Jork, USA – Madison Square Garden
35. 25 czerwca 2006 – Boston, Massachusetts, USA – TD Banknorth Garden
36. 26 czerwca 2006 – Boston, Massachusetts, USA – TD Banknorth Garden
37. 29 czerwca 2006 – Waszyngton, USA – Verizon Center
38. 5 lipca 2006 – Nowy Orlean, Luizjana, USA – New Orleans Arena
39. 6 lipca 2006 – Bossier City, Luizjana, USA – Century TelCenter
40. 8 lipca 2006 – Atlanta, Georgia, USA – Philips Arena
41. 9 lipca 2006 – Memphis, Tennessee, USA – FedExForum
42. 11 lipca 2006 – Cincinnati, Ohio, USA – U.S. Bank Arena
43. 12 lipca 2006 – Indianapolis, Indiana, USA – Conseco Fieldhouse
44. 14 lipca 2006 – St. Louis, Missouri, USA – Savvis Center
45. 15 lipca 2006 – Des Moines, Iowa, USA – Wells Fargo Arena
46. 16 lipca 2006 – Milwaukee, Wisconsin, USA – Bradley Center
47. 18 lipca 2006 – Kansas City, Kansas, USA  – Kemper Arena
48. 21 lipca 2006 – Dallas, Teksas, USA – American Airlines Center
49. 22 lipca 2006 – Houston, Teksas, USA – Toyota Center
50. 23 lipca 2006 – San Antonio, Teksas, USA – AT&T Center
51. 27 lipca 2006 – Oklahoma City, Oklahoma, USA – Ford Center
52. 28 lipca 2006 – Little Rock, Arkansas, USA – Alltel Arena
53. 29 lipca 2006 – Nashville, Tennessee, USA – Gaylord Entertainment Centre
54. 30 lipca 2006 – Cleveland, Ohio, USA – Quicken Loans Arena
55. 2 sierpnia 2006 – Denver, Kolorado, USA – Pepsi Center
56. 4 sierpnia 2006 – Salt Lake City, Utah, USA – Delta Center
57. 5 sierpnia 2006 – Salt Lake City, Utah, USA – Delta Center
58. 6 sierpnia 2006 – Nampa, Idaho, USA – Idaho Center
59. 8 sierpnia 2006 – Portland, Oregon, USA – Rose Garden Arena
60. 9 sierpnia 2006 – Seattle, Waszyngton, USA – KeyArena
61. 10 sierpnia 2006 – Seattle, Waszyngton, USA – KeyArena
62. 12 sierpnia 2006 – Sacramento, Kalifornia, USA – ARCO Arena
63. 13 sierpnia 2006 – San Jose, Kalifornia, USA – HP Pavilion at San Jose
64. 14 sierpnia 2006 – Fresno, Kalifornia, USA – Save Mart Center
65. 17 sierpnia 2006 – Los Angeles, Kalifornia, USA – Staples Center
66. 18 sierpnia 2006 – Los Angeles, Kalifornia, USA – Staples Center
67. 19 sierpnia 2006 – Los Angeles, Kalifornia, USA – Staples Center
68. 25 sierpnia 2006 – Phoenix, Arizona, USA – US Airways Center
69. 26 sierpnia 2006 – Phoenix, Arizona, USA – US Airways Center
70. 1 września 2006 – Las Vegas, Nevada, USA – Mandalay Bay Events Center
71. 2 września 2006 – Las Vegas, Nevada, USA – Mandalay Bay Events Center
72. 3 września 2006 – Las Vegas, Nevada, USA – Mandalay Bay Events Center

### Soul2Soul 2007
1. 5 czerwca 2007 – Omaha, Nebraska, USA – Qwest Center Omaha
2. 6 czerwca 2007 – Omaha, Nebraska, USA – Qwest Center Omaha
3. 8 czerwca 2007 – St. Paul, Minnesota, USA – Xcel Energy Center
4. 11 czerwca 2007 – Salt Lake City, Utah, USA – EnergySolutions Arena
5. 13 czerwca 2007 – Portland, Oregon, USA – Rose Garden Arena
6. 14 czerwca 2007 – Tacoma, Waszyngton, USA – Tacoma Dome
7. 16 czerwca 2007 – Vancouver, Kanada – GM Place
8. 17 czerwca 2007 – Vancouver, Kanada – GM Place
9. 19 czerwca 2007 – Edmonton, Kanada – Rexall Place
10. 20 czerwca 2007 – Edmonton, Kanada – Rexall Place
11. 21 czerwca 2007 – Saskatoon, Kanada – Credit Union Centre
12. 22 czerwca 2007 – Winnipeg, Kanada – MTS Centre
13. 25 czerwca 2007 – Toronto, Kanada – Air Canada Centre
14. 26 czerwca 2007 – Toronto, Kanada – Air Canada Centre
15. 27 czerwca 2007 – Ottawa, Kanada – Scotiabank Place
16. 29 czerwca 2007 – Cleveland, Ohio, USA – Quicken Loans Arena
17. 30 czerwca 2007 – Filadelfia, Pensylwania, USA – Wachovia Center
18. 5 lipca 2007 – Boston, Massachusetts, USA – TD Banknorth Garden
19. 6 lipca 2007 – Boston, Massachusetts, USA – TD Banknorth Garden
20. 7 lipca 2007 – Waszyngton, USA – Verizon Center
21. 9 lipca 2007 – East Rutherford, New Jersey, USA – Continental Airlines Arena
22. 11 lipca 2007 – Auburn Hills, Michigan, USA – Palace of Auburn Hills
23. 13 lipca 2007 – Chicago, USA – United Center
24. 14 lipca 2007 – Chicago, USA – United Center
25. 17 lipca 2007 – Pittsburgh, Pensylwania, USA – Mellon Arena
26. 18 lipca 2007 – Cleveland, Ohio, USA – Nationwide Arena
27. 20 lipca 2007 – Greensboro, Karolina Północna, USA – Greensboro Coliseum
28. 21 lipca 2007 – Atlanta, Georgia, USA – Phillips Arena
29. 22 lipca 2007 – Jacksonville, Floryda, USA – Jacksonville Veterans Memorial Arena
30. 24 lipca 2007 – Sunrise, Floryda, USA – BankAtlantic Center
31. 25 lipca 2007 – Tampa, Floryda, USA – St. Pete Times Forum
32. 27 lipca 2007 – Biloxi, Missisipi, USA – Mississippi Coast Coliseum
33. 28 lipca 2007 – Lafayette, Luizjana, USA – Cajundome
34. 29 lipca 2007 – Dallas, Teksas, USA – American Airlines Center
35. 31 lipca 2007 – Denver, Kolorado, USA – Pepsi Center
36. 2 sierpnia 2007 – San Diego, Kalifornia, USA – San Diego Sports Arena
37. 3 sierpnia 2007 – Glendale, Arizona, USA – Jobing.com Arena
38. 4 sierpnia 2007 – Las Vegas, Nevada, USA – MGM Grand Garden Arena
39. 6 sierpnia 2007 – Sacramento, Kalifornia, USA – ARCO Arena
40. 7 sierpnia 2007 – Fresno, Kalifornia, USA – Save Mart Center
41. 8 sierpnia 2007 – San José, Kalifornia, USA – HP Pavilion at San Jose
42. 10 sierpnia 2007 – Anaheim, Kalifornia, USA – Honda Center
43. 11 sierpnia 2007 – Anaheim, Kalifornia, USA – Honda Center
44. 1 września 2007 – Moncton, Kanada – Magnetic Hill

## Dochody z koncertów
| Miejsce koncertu           | Miasto          | Sprzedaż biletów/Dostępne | Dochód      |
| -------------------------- | --------------- | ------------------------- | ----------- |
| Qwest Center Omaha         | Omaha           | 27,709/32,355 (86%)       | $2,375,328  |
| Xcel Energy Center         | St. Paul        | 16,692/16,692 (100%)      | $1,432,515  |
| EnergySollutions Arena     | Salt Lake City  | 11,289/12,049 (94%)       | $944,919    |
| Rose Garden                | Portland        | 9,031/9,516 (95%)         | $810,731    |
| Tacoma Dome                | Tacoma          | 11,655/13,752 (85%)       | $998,284    |
| GM Place                   | Vancouver       | 29,047/31,059 (94%)       | $2,941,495  |
| Continental Airlines Arena | East Rutherford | 15,586/17,117 (91%)       | $1,411,791  |
| Palace of Auburn Hills     | Auburn Hills    | 15,736/17,247 (91%)       | $1,297,244  |
| Van Andel Arena            | Grand Rapids    | 10,198/10,198 (100%)      | $834,530    |
| United Center              | Chicago         | 27,216/36,835 (74%)       | $2,272,281  |
| Bank Atlantic Center       | Sunrise         | 9,277/12,043 (77%)        | $832,318    |
| St. Pete Forum             | Tampa           | 11,458/115,592 (73%)      | $1,034,837  |
| Mississippi Coast Coliseum | Biloxi          | 10,805/10,805 (100%)      | $752,960    |
| Cajundome                  | Lafayette       | 11,064/11,064 (100%)      | $953,500    |
| AmericanAirlines Center    | Dallas          | 13,257/16,475 (80%)       | $1,132,915  |
| Pepsi Center               | Denver          | 13,922/15,748 (80%)       | $1,192,242  |
| San Diego Sports Arena     | San Diego       | 9,579/12,709 (75%)        | $816,506    |
| Jobing.com Arena           | Glendale        | 12,848/16,624 (77%)       | $1,208,958  |
| MGM Grand Garden Arena     | Las Vegas       | 13,736/13,736 (100%)      | $1,437,338  |
| ARCO Arena                 | Sacramento      | 13,299/14,437 (92%)       | $1,186,941  |
| Save Mart Center           | Fresno          | 10,884/14,029 (78%)       | $906,730    |
| HP Pavilion at San Jose    | San José        | 13,097/17,134 (76%)       | $1,035,760  |
| Honda Center               | Anaheim         | 25,068/28,745 (87%)       | $2,526,213  |
| RAZEM                      | RAZEM           | 342,453/359,961 (86%)     | $30,336,336 |